# Ossett United
Ossett United (offiziell: Ossett United Football Club) ist ein englischer Fußballverein aus der in West Yorkshire liegenden Stadt Ossett.

## Geschichte
Ossett United wurde im Juni 2018 als Zusammenschluss der beiden Lokalkonkurrenten Ossett Town (gegründet 1936) und Ossett Albion (gegründet 1944) ins Leben gerufen. Beide Klubs spielten zuletzt in der Division One North der Northern Premier League, der Zusammenschluss ging folglich zur Saison 2018/19 ebenfalls in dieser Ligaebene an den Start. Als Spielstätte wurde Towns Stadion Ingfield beibehalten, Uniteds Sportgelände Dimple Wells wird hingegen als Trainingsstätte genutzt.
In der Saisonvorbereitung bestritt der Klub unter anderem ein Testspiel vor 1600 Zuschauern gegen den nahegelegenen Profiklub Leeds United. Als erster Trainer wurde der zuvor bei Albion beschäftigte, frühere Premier-League-Spieler, Andy Welsh verpflichtet, mit dem für die gibraltarische Nationalmannschaft antretenden Adam Priestley hatte der Klub zudem einen Nationalspieler in seinen Reihen. Im April 2019 gelang im heimischen Stadion durch einen 2:1-Finalsieg im West Riding County Cup gegen den klassenhöheren AFC Guiseley der erste Titelgewinn.